# 桃園市立新明國民中學
24°57′24.41″N 121°12′47.06″E / 24.9567806°N 121.2130722°E
桃園市立新明國民中學（英文：Hsin Ming Junior High School），簡稱新明國中、明中，位於臺灣桃園市中壢區。

## 歷史沿革
- 1956年：成立桃園縣立楊梅中學新明分部。
- 1958年：向省立法商學院購入現址遷入設校。
- 1959年：奉准獨立，定名為桃園縣立新明初級中學。
- 1968年：8月實施九年國民教育，改制為桃園縣立新明國民中學。
- 1992年：成立音樂班。
- 2002年：成立英語實驗班，但因逢政策變換而於第二年終止招生。
- 2004年：成立體育班，即新明國中棒球隊。
- 2005年：成立特殊教育資源班及國樂班。
- 2014年：12月25日，因應桃園縣升格改制為直轄市，更名為桃園市立新明國民中學。

## 歷任校長
| 任期 | 姓名       | 任職日期  | 離職日期  | 備註                                                           |
| ---- | ---------- | --------- | --------- | -------------------------------------------------------------- |
| 1    | 謝新超先生 | 1959年8月 | 1975年7月 | 原桃園縣立新屋國民中學教務主任升任，調任桃園縣立山腳國民中學。 |
| 2    | 蔡林龍先生 | 1975年8月 | 1983年2月 | 原桃園縣教育局社會教育科長轉任，調任桃園縣立建國國民中學。     |
| 3    | 蔡景洲先生 | 1983年3月 | 1990年2月 | 原桃園縣立新坡國民中學校長轉任，任內退休。                     |
| 4    | 林文彬先生 | 1990年3月 | 1999年7月 | 原桃園縣立大溪國民中學校長轉任，調任桃園縣立龍岡國民中學。     |
| 5    | 李芳松先生 | 1999年8月 | 2002年7月 | 原桃園縣立龍岡國民中學校長轉任，任內退休。                     |
| 6    | 鄭義彬先生 | 2003年8月 | 2009年7月 | 原桃園縣立新坡國民中學校長轉任，任內退休。                     |
| 7    | 詹昭棣先生 | 2009年8月 | 2016年7月 | 原桃園縣立東興國民中學學務主任升任，調任桃園市立過嶺國民中學。 |
| 8    | 郭玉承先生 | 2016年8月 | 2022年7月 | 原桃園市立龍岡國民中學校長轉任，調任桃園市立過嶺國民中學。     |
| 9    | 李孟憲先生 | 2022年8月 | 現任      | 原桃園市立龍岡國民中學輔導主任升任。                           |

## 學區
永興里、新明里、光明里、三民里、五權里（第4－25鄰）、五福里、洽溪里（第3－10鄰）、芝芭里（第1－6、8、11鄰）、永光里、舊明里。

## 外部連結
- 桃園市立新明國民中學 （页面存档备份，存于）